# Trigonobalanus verticillata
Trigonobalanus verticillata är en bokväxtart som beskrevs av Lewis Leonard Forman. Trigonobalanus verticillata ingår i släktet Trigonobalanus och familjen bokväxter. Inga underarter finns listade i Catalogue of Life.
Arten förekommer glest fördelad på Hainan, Borneo, Sumatra och Sulawesi. Den växer i bergstrakter mellan 900 och 2000 meter över havet. Trigonobalanus verticillata blir 10 till 20 meter hög och den har i brösthöjd en diameter av 30 till 70 cm. Frukterna utvecklas mellan oktober och mars. Exemplaren ingår i fuktiga skogar, ofta tillsammans med Castanopsis tonkinensis, Lithocarpus fenzelianus, Liquidambar obovata och Dacrydium pectinatum. Arten kan vara det förhärskande trädet i skogerna.
Beståndet hotas av skogsröjningar. Utbredningsområdet är begränsat. IUCN listar arten som nära hotad (NT).